# Centro Natación Helios 1980-1981
La Centro Natación Helios è una squadra di pallacanestro spagnola. Fra i vari campionati giocati, durante la stagione  1980-1981:
- Impianto: Romareda.
- Uniforme: Maglietta e pantaloncini blu.
- Sponsor: SKOL

## Rosa
- José Luis Ereña (allenatore)

| - Alberto Alocén - Fernando Arcega - Manuel Bosch - Feldreich - sostituito da Copeland - |  | - Iradier - Emilio Nicolau - Berdi Pérez - J. Pérez - Quino Salvo |

## Statistiche
7º classificato
|        | G  | V  | N | P |
| ------ | -- | -- | - | - |
| Totale | 26 | 20 | 0 | 6 |
| Casa   | 13 | 9  | 0 | 4 |
| Ospite | 13 | 11 | 0 | 2 |

Alla fine della stagione, il C.N. Helios abbandonò la gestione della squadra di pallacanestro della División de Honor. Si creò una nuova squadra, il Club Baloncesto Zaragoza, che ereditò impianto, giocatori e sponsor.